# Championnat du Japon de football de deuxième division 2011
Navigation
J2 League 2010 J2 League 2012
Le Championnat du Japon de football de deuxième division 2011 est la 13e édition de la J.League 2. Le championnat a débuté le 5 mars 2011 et s'est achevé le 3 décembre 2011.
Les trois meilleurs du championnat sont promus en J.League 2012.
Le championnat a été affecté par le séisme de 2011 de la côte Pacifique du Tōhoku. Le championnat a ainsi été suspendu du samedi 12 mars au 23 avril 2011. Par conséquent, les matchs des 2e à la 6e journée ont été reportés en été, durant la trêve estivale prévue initialement par la fédéréation japonaise.

## Les clubs participants
Les équipes classées de la 4e à la 19e place de la J2 League 2010, les 16e, 17e et 18e de J.League 2010 et le champion de JFL 2010 participent à la compétition.
| Club                      | Dernière montée | Ville      | Classement 2010 | Entraîneur          | Depuis | Stade                         | Capacité | Nombre de saisons |
| ------------------------- | --------------- | ---------- | --------------- | ------------------- | ------ | ----------------------------- | -------- | ----------------- |
| FC Tokyo                  | 2011            | Tokyo      | 16e             | Kiyoshi Okuma       | 2010   | Stade Ajinomoto               | 50 000   | 2                 |
| Kyoto Sanga FC            | 2011            | Kyoto      | 17e             | Takeshi Oki         | 2011   | Nishikyogoku Athletic Stadium | 20 588   | 5                 |
| Shonan Bellmare           | 2011            | Hiratsuka  | 18e             | Yasuharu Sorimachi  | 2009   | Hiratsuka Stadium             | 18 500   | 11                |
| JEF United Ichihara Chiba | 2010            | Ichihara   | 4e              | Sugao Kambe         | 2011   | Fukuda Denshi Arena           | 19 781   | 2                 |
| Tokyo Verdy               | 2009            | Tokyo      | 5e              | Ryoichi Kawakatsu   | 2010   | Stade Ajinomoto               | 50 000   | 4                 |
| Yokohama FC               | 2008            | Yokohama   | 6e              | Yasuyuki Kishino    | 2010   | Nippatsu Mitsuzawa Stadium    | 15 046   | 9                 |
| Roasso Kumamoto           | 2008            | Kumamoto   | 7e              | Takuya Takagi       | 2010   | Kumamoto Athletics Stadium    | 32 000   | 3                 |
| Tokushima Vortis          | 2005            | Tokushima  | 8e              | Naohiko Minobe      | 2008   | Stade Pocarisweat             | 17 924   | 6                 |
| Sagan Tosu                | -               | Tosu       | 9e              | Yoon Jong-hwan      | 2011   | Stade de Tosu                 | 24 460   | 12                |
| Tochigi SC                | 2009            | Utsunomiya | 10e             | Hiroshi Matsuda     | 2009   | Tochigi Green Stadium         | 18 025   | 2                 |
| Ehime FC                  | 2006            | Matsuyama  | 11e             | Ivica Barbarić      | 2009   | Ningineer Stadium             | 20 000   | 5                 |
| Thespa Kusatsu            | 2005            | Kusatsu    | 12e             | Hiroshi Soejima     | 2010   | Stade Shoda Shoyu Gunma       | 15 253   | 6                 |
| Consadole Sapporo         | 2009            | Sapporo    | 13e             | Nobuhiro Ishizaki   | 2009   | Sapporo Dome                  | 41 484   | 9                 |
| FC Gifu                   | 2008            | Gifu       | 14e             | Takahiro Kimura     | 2011   | Gifu Nagaragawa Stadium       | 26 109   | 3                 |
| Oita Trinita              | 2010            | Ōita       | 15e             | Kazuaki Tasaka      | 2011   | Stade d'Oita                  | 40 000   | 6                 |
| Mito HollyHock            | 2000            | Mito       | 16e             | Tetsuji Hashiratani | 2011   | Stade Mito                    | 12 000   | 11                |
| Fagiano Okayama           | 2009            | Okayama    | 17e             | Masanaga Kageyama   | 2010   | City Light Stadium            | 20 000   | 2                 |
| Kataller Toyama           | 2009            | Toyama     | 18e             | Takayoshi Amma      | 2010   | Toyama Stadium                | 25 251   | 2                 |
| Giravanz Kitakyushu       | 2010            | Kitakyūshū | 19e             | Yasutoshi Miura     | 2011   | Honjo Athletic Stadium        | 10 000   | 2                 |
| Gainare Tottori           | 2011            | Yonago     | 1er             | Takeo Matsuda       | 2010   | Tottori Bank Bird Stadium     | 16 033   | 1                 |

- Relégué de la J1 League 2010
- Promu de la Japan Football League 2010

### Localisation des clubs
| \| Clubs du Grand Tokyo · Mito HollyHock (Ibaraki) · Yokohama FC (Kanagawa) · Tokyo Verdy (Tokyo) · JEF United Ichihara Chiba (Chiba) · Shonan Bellmare (Kanagawa) · FC Tokyo (Tokyo) Grand Tokyo Consadole Sapporo Ehime FC Oita Trinita Kyoto Sanga FC Sagan Tosu Tochigi SC Tokushima Vortis Thespa Kusatsu Giravanz Roasso Kumamoto FC Gifu Kataller Toyama Fagiano Okayama Gainare Tottori \| Localisation des clubs engagés dans le championnat. |
| Clubs du Grand Tokyo · Mito HollyHock (Ibaraki) · Yokohama FC (Kanagawa) · Tokyo Verdy (Tokyo) · JEF United Ichihara Chiba (Chiba) · Shonan Bellmare (Kanagawa) · FC Tokyo (Tokyo) Grand Tokyo Consadole Sapporo Ehime FC Oita Trinita Kyoto Sanga FC Sagan Tosu Tochigi SC Tokushima Vortis Thespa Kusatsu Giravanz Roasso Kumamoto FC Gifu Kataller Toyama Fagiano Okayama Gainare Tottori                                                           |

| Clubs du Grand Tokyo · Mito HollyHock (Ibaraki) · Yokohama FC (Kanagawa) · Tokyo Verdy (Tokyo) · JEF United Ichihara Chiba (Chiba) · Shonan Bellmare (Kanagawa) · FC Tokyo (Tokyo) Grand Tokyo Consadole Sapporo Ehime FC Oita Trinita Kyoto Sanga FC Sagan Tosu Tochigi SC Tokushima Vortis Thespa Kusatsu Giravanz Roasso Kumamoto FC Gifu Kataller Toyama Fagiano Okayama Gainare Tottori |

## Compétition

### Classement
Source : CLASSEMENT J.LEAGUE DIVISION 2 2011 sur transfermarkt.fr
| Rang | Équipe                    | Pts | J  | G  | N  | P  | Bp | Bc | Diff |
| ---- | ------------------------- | --- | -- | -- | -- | -- | -- | -- | ---- |
| 1    | FC Tokyo R                | 77  | 38 | 23 | 8  | 7  | 67 | 22 | +45  |
| 2    | Sagan Tosu                | 69  | 38 | 19 | 12 | 7  | 68 | 34 | +34  |
| 3    | Consadole Sapporo         | 68  | 38 | 21 | 5  | 12 | 49 | 32 | +17  |
| 4    | Tokushima Vortis          | 65  | 38 | 19 | 8  | 11 | 51 | 38 | +13  |
| 5    | Tokyo Verdy               | 59  | 38 | 16 | 11 | 11 | 69 | 45 | +24  |
| 6    | JEF United Ichihara Chiba | 58  | 38 | 16 | 10 | 12 | 46 | 39 | +7   |
| 7    | Kyoto Sanga FC R          | 58  | 38 | 17 | 7  | 14 | 50 | 45 | +5   |
| 8    | Giravanz Kitakyushu       | 58  | 38 | 16 | 10 | 12 | 45 | 46 | -1   |
| 9    | Thespa Kusatsu            | 57  | 38 | 16 | 9  | 13 | 51 | 51 | 0    |
| 10   | Tochigi SC                | 56  | 38 | 15 | 11 | 12 | 44 | 39 | +5   |
| 11   | Roasso Kumamoto           | 51  | 38 | 13 | 12 | 13 | 33 | 44 | -11  |
| 12   | Oita Trinita              | 50  | 38 | 12 | 14 | 12 | 42 | 45 | -3   |
| 13   | Fagiano Okayama           | 48  | 38 | 13 | 9  | 16 | 43 | 58 | -15  |
| 14   | Shonan Bellmare R         | 46  | 38 | 12 | 10 | 16 | 46 | 48 | -2   |
| 15   | Ehime FC                  | 44  | 38 | 10 | 14 | 14 | 44 | 54 | -10  |
| 16   | Kataller Toyama           | 43  | 38 | 11 | 10 | 17 | 36 | 53 | -17  |
| 17   | Mito HollyHock            | 42  | 38 | 11 | 9  | 18 | 40 | 49 | -9   |
| 18   | Yokohama FC               | 41  | 38 | 11 | 8  | 19 | 40 | 54 | -14  |
| 19   | Gainare Tottori P         | 31  | 38 | 8  | 7  | 23 | 36 | 60 | -24  |
| 20   | FC Gifu                   | 24  | 38 | 6  | 6  | 26 | 39 | 83 | -44  |

|  | Promu en J1 League 2012                                               |
|  | P : Promu de Japan Football League 2010 R : Relégué de J1 League 2010 |

## Statistiques

### Meilleurs buteurs
|                    | Buteur             | Club                      | Buts | MJ |
| ------------------ | ------------------ | ------------------------- | ---- | -- |
| Médaille d'or      | Yohei Toyoda       | Sagan Tosu                | 23   | 38 |
| Médaille d'argent  | Takuma Abe         | Tokyo Verdy               | 16   | 33 |
| Médaille de bronze | Manabu Saitō       | Ehime FC                  | 14   | 36 |
| 4                  | Masaki Fukai       | JEF United Ichihara Chiba | 14   | 36 |
| 5                  | Ricardo Lobo       | Tochigi SC                | 12   | 36 |
| 6                  | Yoshihiro Uchimura | Consadole Sapporo         | 12   | 27 |
| 7                  | Yasuhito Morishima | Oita Trinita              | 11   | 35 |
| 8                  | Tomoki Ikemoto     | Giravanz Kitakyushu       | 10   | 36 |
| 9                  | Roberto César      | FC Tokyo                  | 10   | 29 |
| 10                 | Ryota Hayasaka     | Sagan Tosu                | 10   | 37 |